# Nägeligasse (Bern)

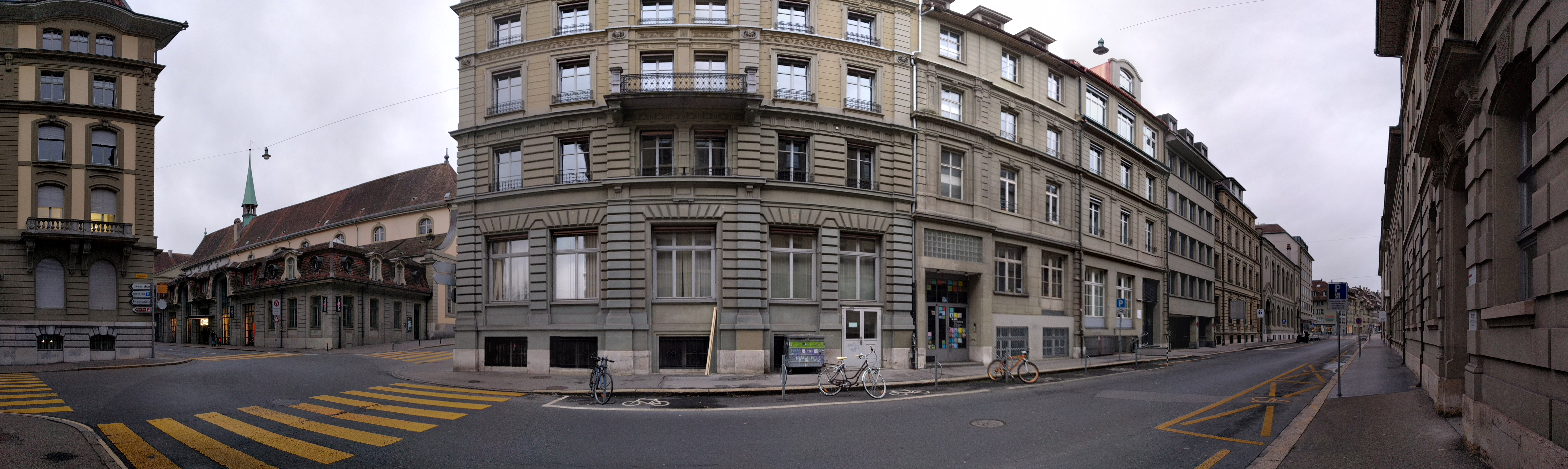
Nägeligasse Ecke Predigergasse, Sicht südlich bzw. östlich (links) westlich (rechts), Haus Predigergasse 10 (Mitte), 2017

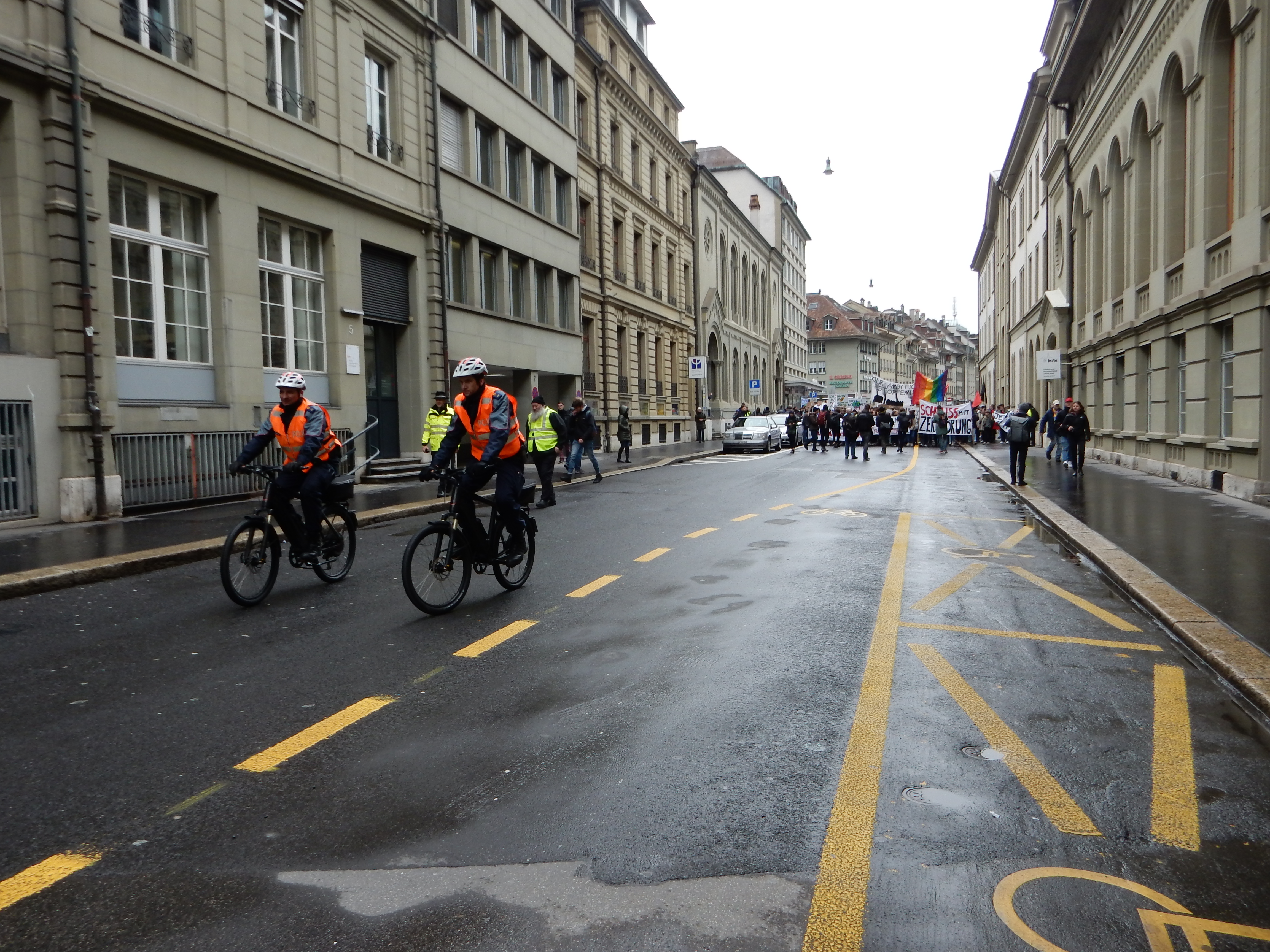
Häuser Nr. 5 bis 13 links, Polizeibegleitung bei einer Demo, Sicht westlich (2019)

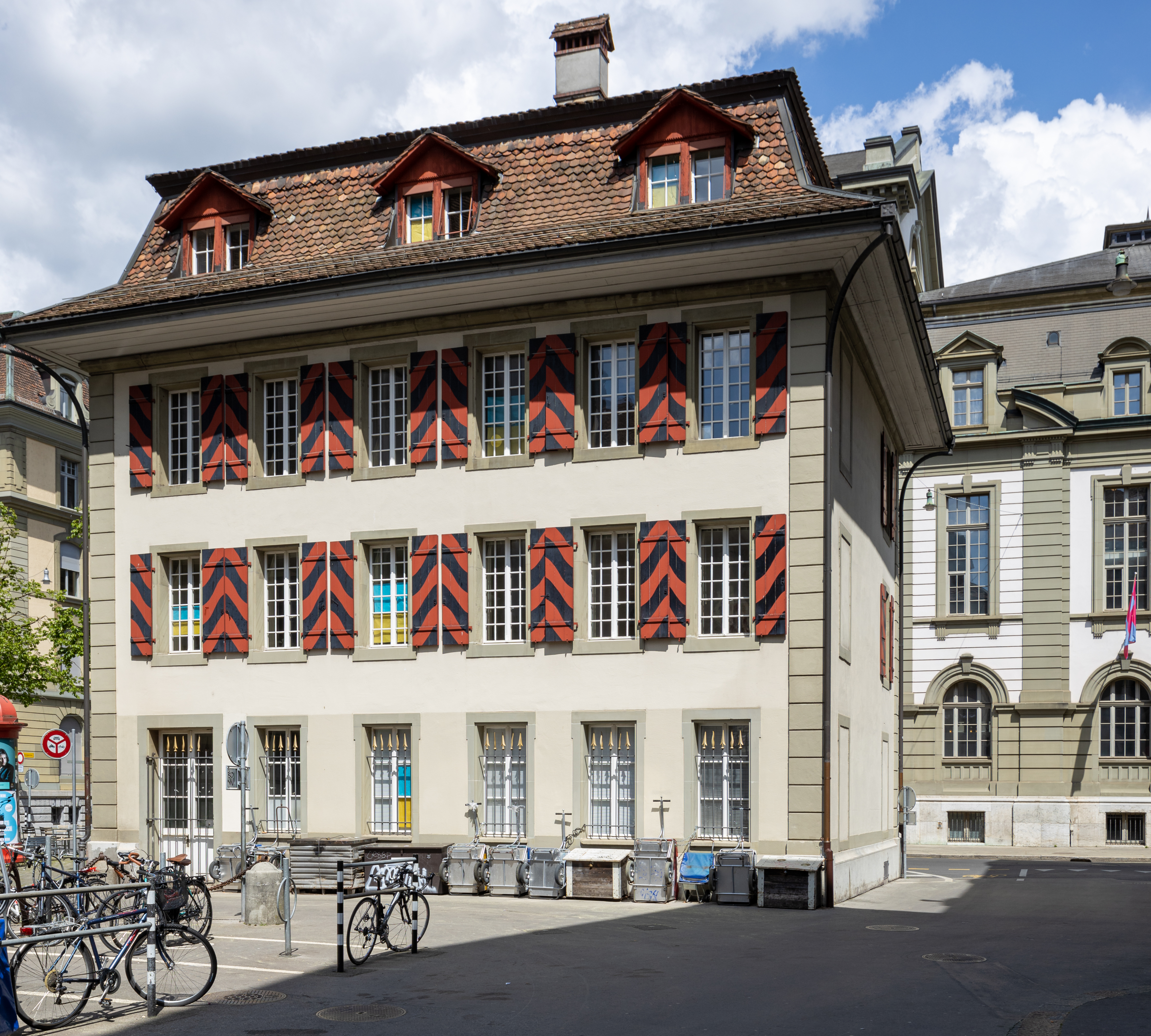
Haus Nr. 1 von der Zeughausgasse aus gesehen (2022)

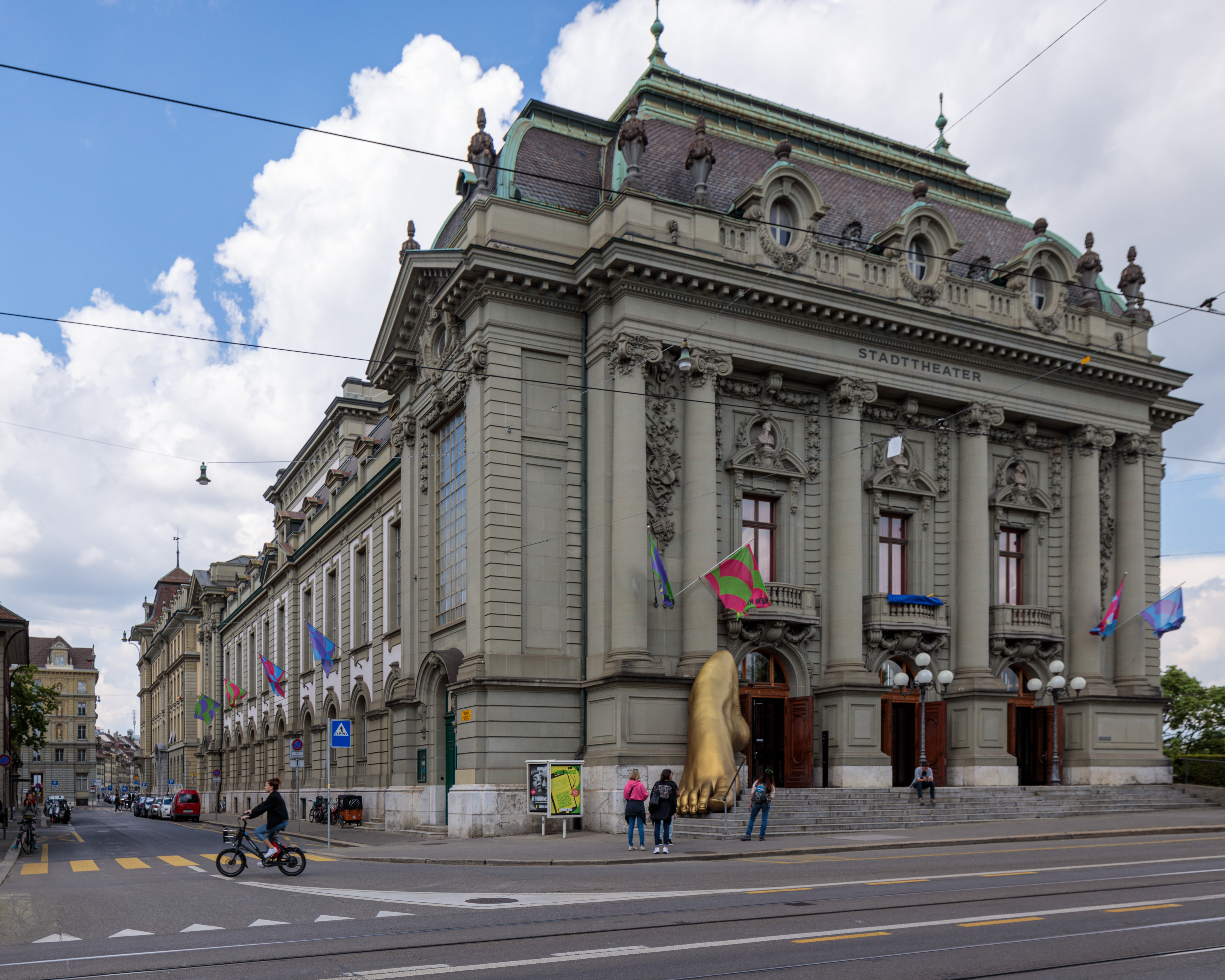
Stadttheater mit Nägeligasse links, Sicht westlich vom Kornhausplatz (2022)

Die Nägeligasse ist eine Strasse in der Inneren Stadt von Bern (Schweiz).

## Lage
Die Nägeligasse verbindet den Waisenhausplatz im Westen, wo sie im Strassenverlauf in die Speichergasse übergeht, mit dem Kornhausplatz im Osten. Sie kreuzt sich mit der Predigergasse.

## Geschichte
Mit dem Abbruch des Grossen Zeughauses und dem Bau der Neuen Mädchenschule und der Zionskapelle im Jahre 1876 entstand zwischen dem Waisenhausplatz und der Predigergasse eine Gasse. Diese wurde am 19. November 1877 nach Hans Franz Nägeli, dem ehemaligen Schultheissen, benannt. Nach dem Abbruch des Predigerklosters und der alten Reitschule konnte die Nägeligasse 1898 bis zum Kornhausplatz verlängert werden.

## Verkehrsregime und -bedeutung
Aus Ostrichtung bis zur Predigergasse gilt auf der Nägeligasse ein Einbahnregime, genau wie für die davorliegende Speichergasse ab dem Bollwerk. 2018 wurde die Einbahn für Velos aufgehoben, dazu wurde westwärts auf der rechten Seite ein Velostreifen für den Velogegenverkehr aufgezeichnet. Die Nägeligasse soll so Teil der zukünftigen Velohauptroute von Bern nach Ostermundigen werden. Seit 1999 ist die Nägeligasse in der innerstädtischen Tempo-30-Zone. Diese wurde in Folge der Abstimmung zum Verkehrskompromiss für eine fussgängerfreundliche Innenstadt eingerichtet, welche am 23. November 1997 durch die Stadtberner Wahlbevölkerung angenommen wurde.  Auf der Nägeligasse sind zudem mehrere Behinderten-, Velo-, Motorrad-, Privatauto- und Taxiparkplätze sowie Anlieferungsflächen für Gewerbetreibende vorhanden.